# GOEMON (プロレスラー)
GOEMON（ゴエモン、1968年6月26日 - ）は、日本のプロレスラー。本名および旧リングネームは中川 浩二（なかがわ こうじ）。東京都世田谷区出身。

## 経歴
大仁田厚率いるFMWで1992年3月20日、埼玉・深谷大会にて本名でデビュー。若手の頃は大物外国人レスラー、ザ・シークの世話係を務めた。ブレット・ハートを彷彿とさせる技巧派レスラーとして活躍し、1995年の横浜大会では保坂秀樹を破ってインディペンデント・ワールド・ジュニアヘビー級王座を奪取。正規軍一筋であったが大仁田率いるZENに合流。最終的には大仁田を裏切りZENを脱退。ミスター・ダブルクロスと呼ばれる。ヒールユニット「TNR」に合流。フォーク攻撃などのラフ殺法や、シーク直伝のキャメルクラッチなどを駆使した老獪なレスリングで、ハヤブサらを苦しめた。TNRに所属もブリブラダンスやコントには参加せず独自路線を貫いた。邪道＆外道とWEW6人タッグ王座だったが試合中に裏切り冬木派へ合流。
2000年頃より石川五右衛門をモチーフに変身し現リングネームとなる。
FMW崩壊後はハヤブサ、ミスター雁之助らとWMFを設立。開幕戦で正規軍を裏切る。大矢、リッキーらとDCブランドを結成し正規軍を苦しめた。後にハヤブサとともにWMFを退団。現在は歌手のみのや雅彦を加えた「TRIPLE FIGHT」でライブ活動中。

## 得意技
- スワントーンボム
- キャメルクラッチ
- シャープシューター
- フォーク攻撃
- ペディグリー
- スモールパッケージ・ホールド

## タイトル歴
- インディペンデントワールド世界ジュニアヘビー級王座
- WMF認定ジュニアヘビー級王座
- WEWタッグ王座（パートナーは怨霊）
- WEWハードコアタッグ王座（パートナーは怨霊）
- WEW6人タッグ王座（パートナーは邪道、外道）

## その他
AKB48およびJKT48の元メンバーであったタレントの仲川遥香が、父親が元プロレスラーであることは明かしたことから、かつてその父親が中川ではないかと噂されていて、2010年に発行された別冊宝島『AKB48推し!』（宝島社）の中でも言及されていた。本人は「はるごんって誰なんだよ!!」と発言しており、仲川も「（父親かどうか）それは秘密で～す」と具体的なことは曖昧なままにしている。また、当時の中川の置かれた状況から否定する記事も見られる。